# Душкачан
Душкача́н — посёлок в Северо-Байкальском районе Бурятии. Входит в сельское поселение «Холодное эвенкийское».

## География
Расположен в 9 км к северо-востоку от районного центра, посёлка Нижнеангарска, и в 7 км к юго-западу от центра сельского поселения, посёлка Холодная, на северо-западном берегу Ангарского сора, по южной стороне автодороги Северобайкальск — Новый Уоян. У южных окраин посёлка находятся остановочные пункты 1096 км и 1098 км Байкало-Амурской магистрали. К северу от посёлка расположены садовые некоммерческие товарищества (СНТ) «Байкал» и «Железнодорожник».

## История
Является одним из первых поселений эвенкийского рода Киндигиров. Душукачан, по словам эвенков, коренных жителей, означает место, где река (Кичера) имеет ответвление (отдушину), которая немного ниже снова соединяется с основным руслом. Во времена строительства БАМа железная дорога была проложена по месту, где протекает та самая отдушина Душукачан. На данный момент жители села практически не имеют возможности выводить плавательные средства в Ангарский сор и озеро Байкал. В 2016 году село праздновало своё 370-летие существования в составе России. Археологические исследования говорят о том, что на этой земле люди проживали уже в начале первого тысячелетия нашей эры.

## Население
| 2002 | 2010 |
| ---- | ---- |
| 61   | ↗68  |